# Пермский музей авиации
Пермский музей авиации — бывший частный музей авиационной техники в городе Пермь. Основан в 2000 году Павловым Михаилом Анатольевичем. Закрыт летом 2023.
Экспозиция состояла из техники, которую удалось сохранить после расформирования Пермского военного авиатехнического училища, аэропорта местных авиалиний Бахаревка.
Музей находился под открытым небом, в перспективе все экспонаты должны быть размещены в крупном ангаре, это даст возможность защитить авиационную технику от корродирующего воздействия осадков и смены температур, принимать посетителей во все сезоны года и сделать посещение более комфортным.
В июле 2023 года музей объявил о закрытии и продаже экспонатов. Причиной закрытия являлось отсутствие инвесторов для реставрации, а продолжение работы в старом формате музей считал "нерациональным". Ровно через год музей объявил о новом спонсоре и готовности к реконструкции музея, но из-за шумоподавляющих барьеров, преграждающих въезд в музей, заняться ремонтом пока что невозможно. Несмотря на это, большинство экспонатов до сих пор находятся на своих местах.
Среди не фрагментированных экспонатов:
Самолёты:

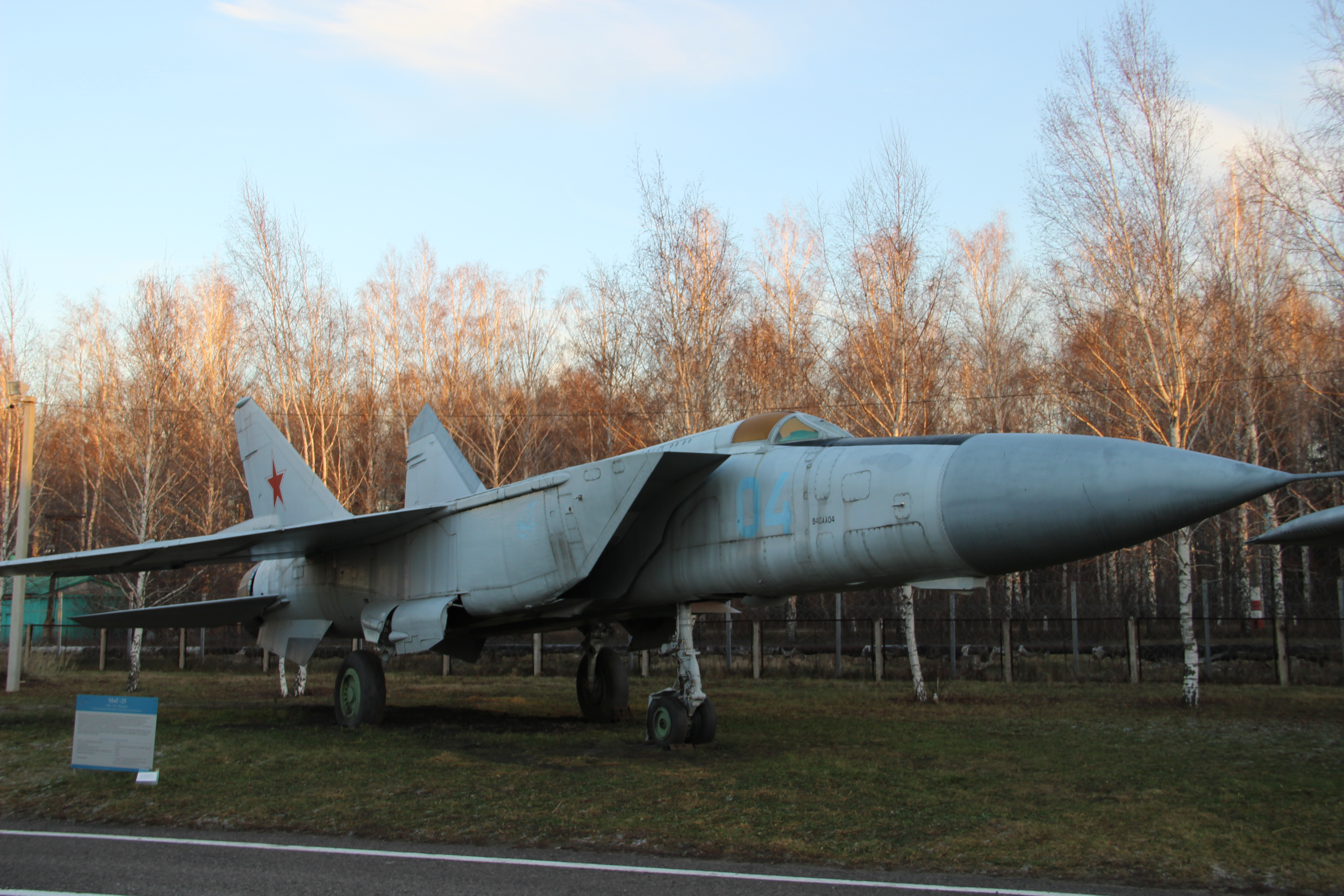
МиГ-25
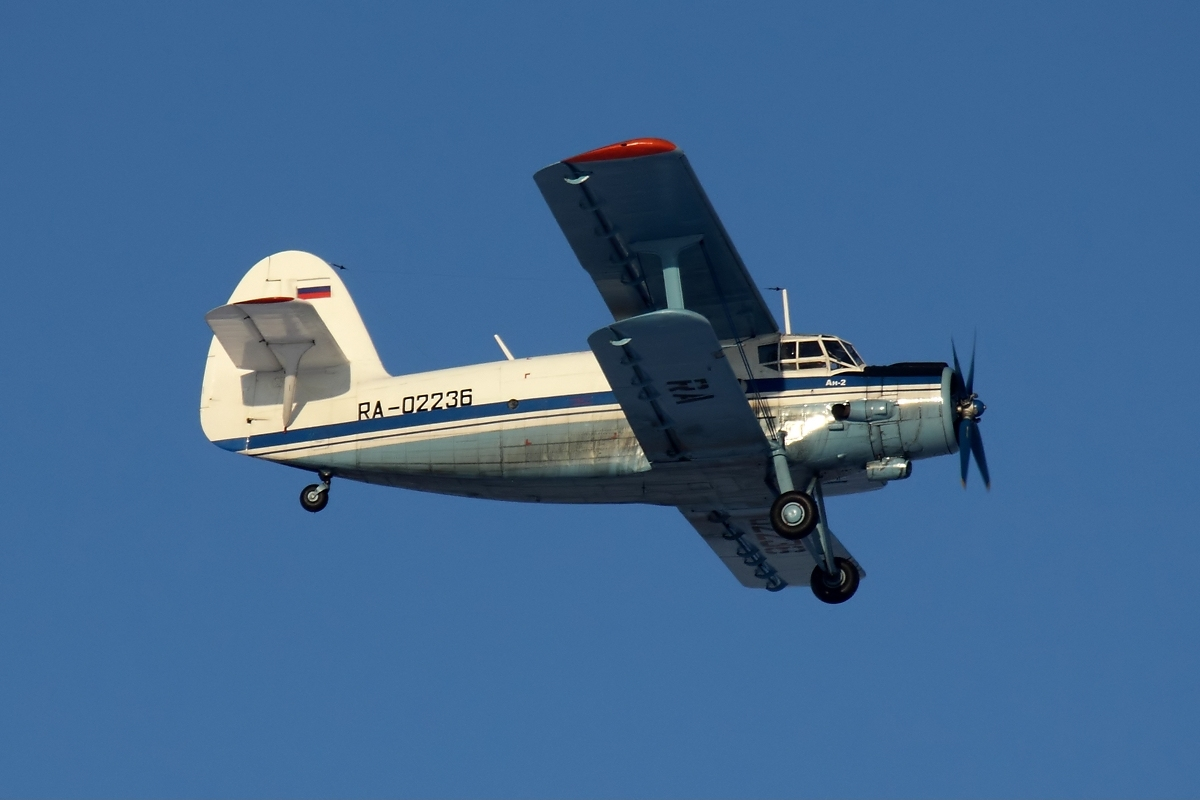
Ан-2
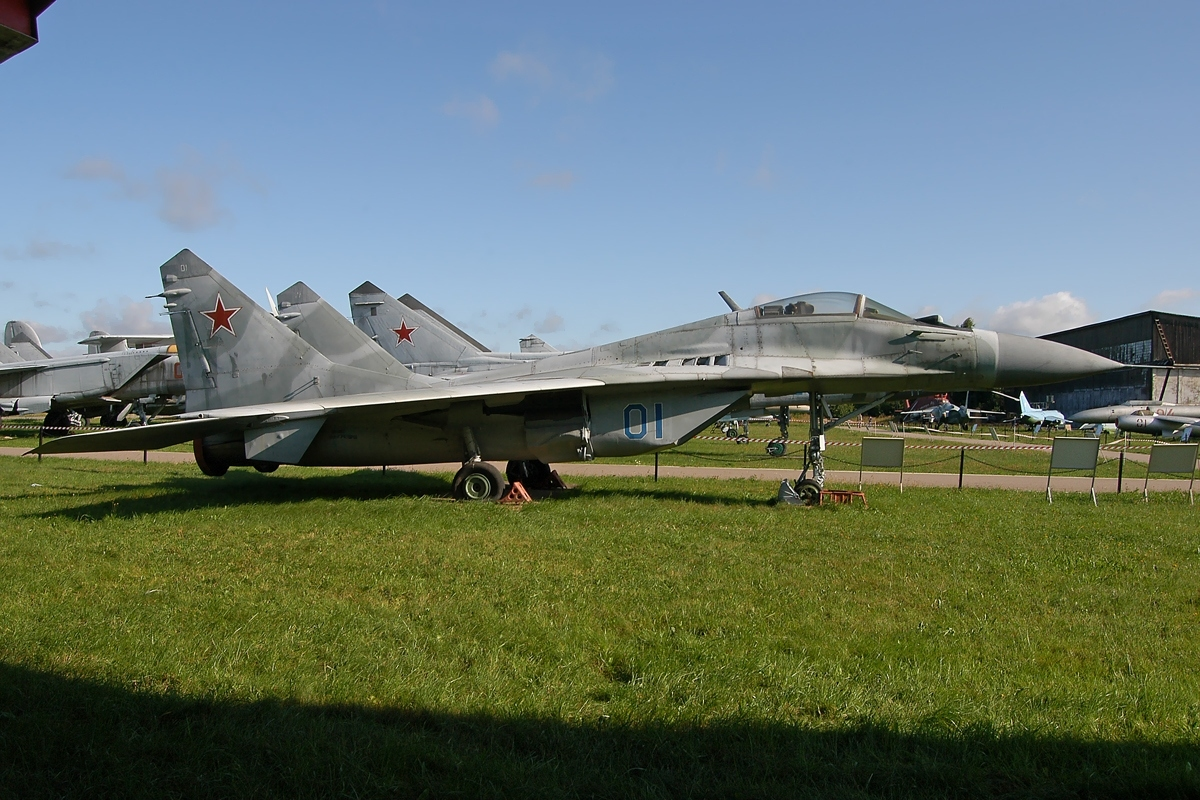
МиГ-29

Вертолёты:

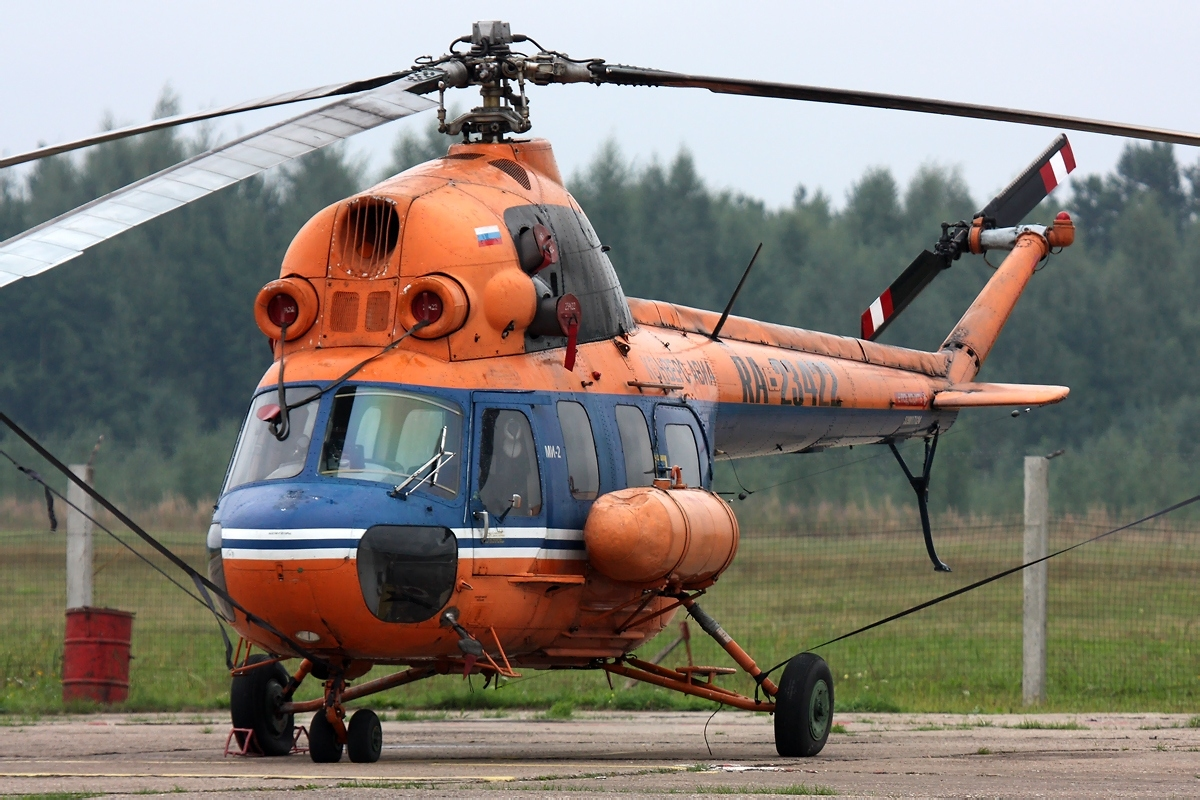
Ми-2
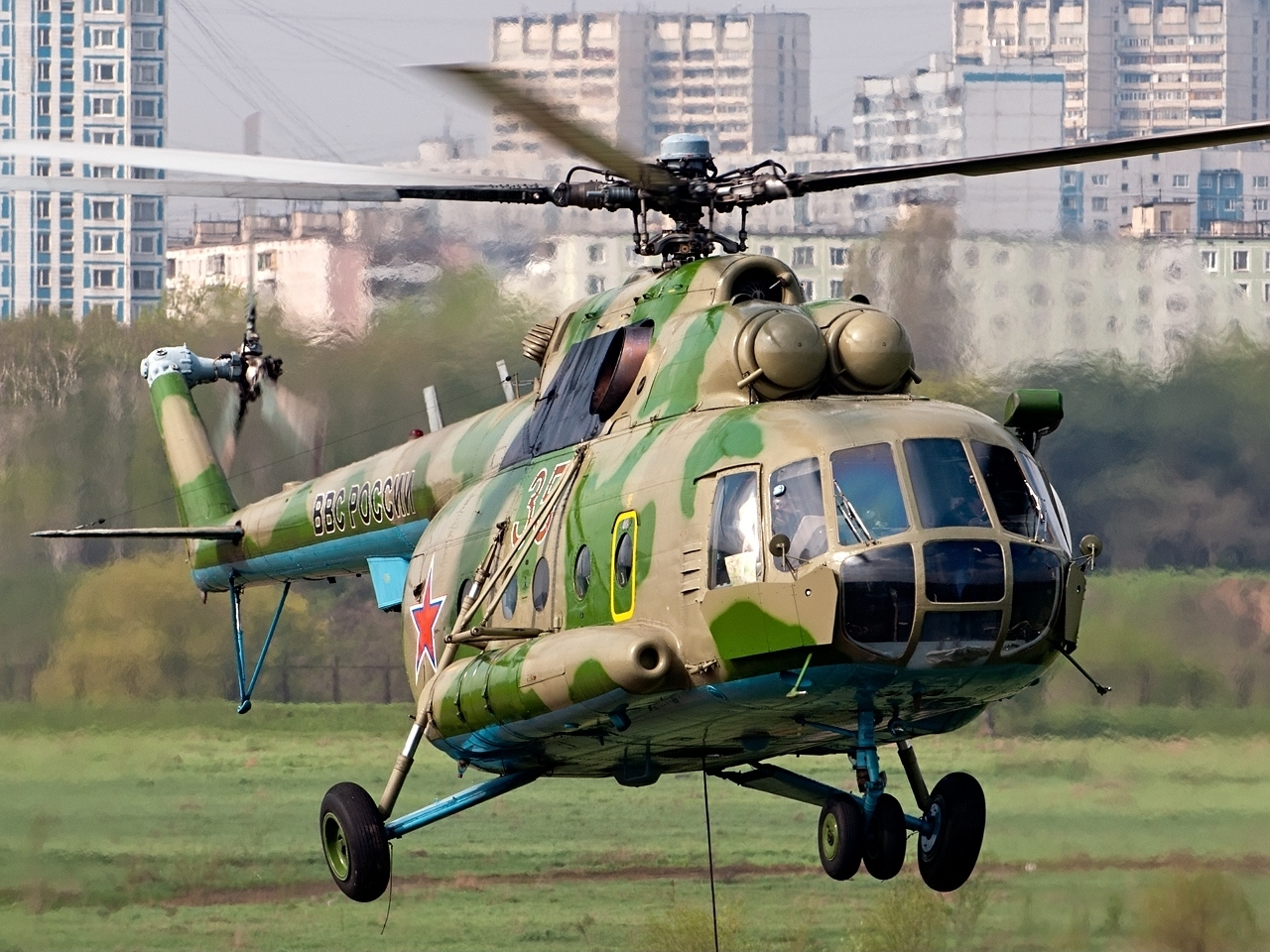
Ми-8
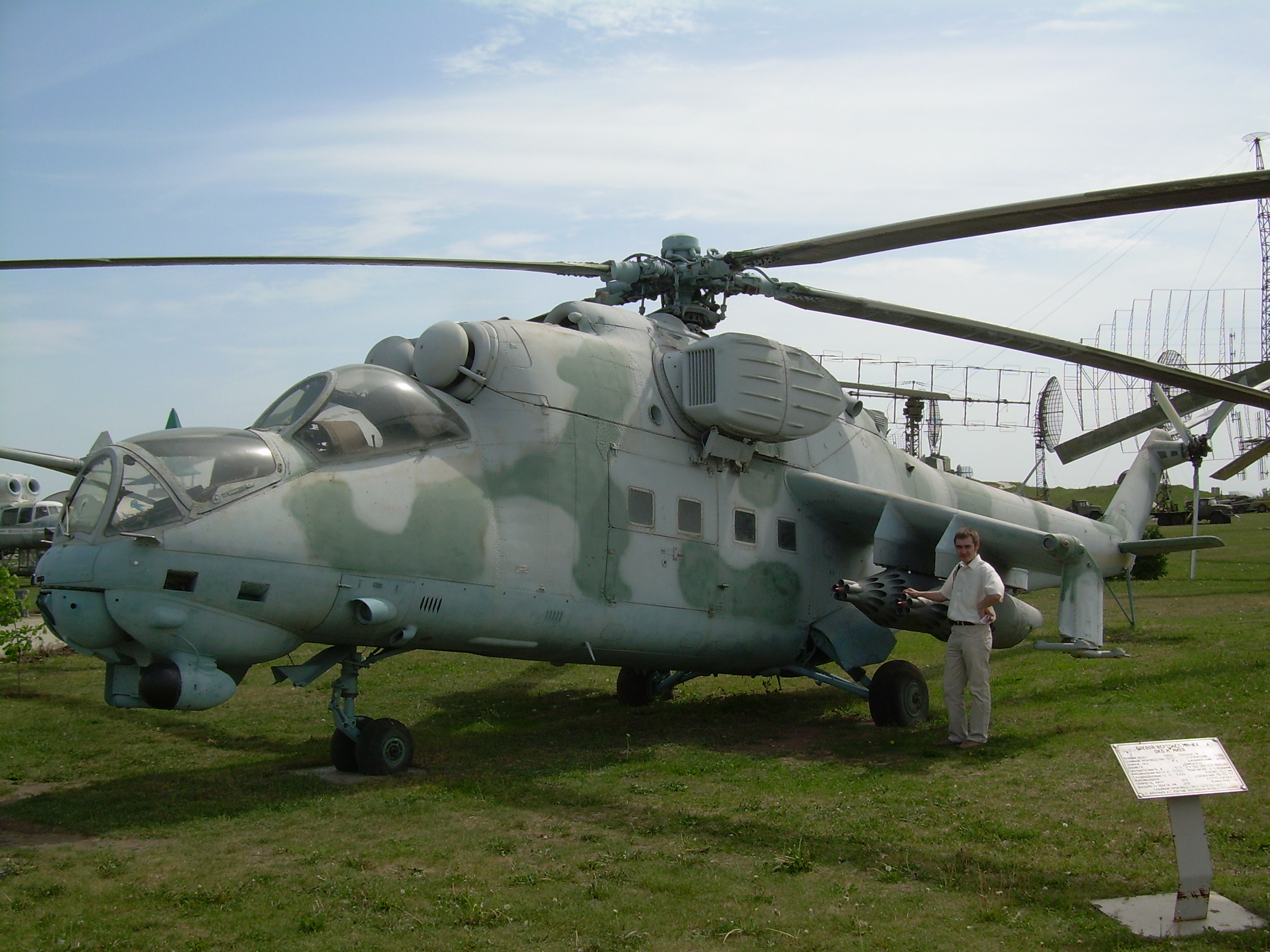
Ми-24А

Среди фрагментированных экспонатов выделяются носовые части самолётов Ту-154, Ту-134, Ту-16, Ту-16РМ, Су-24, МиГ-23, Су-27, Ил-14, Ан-24, Ми-24, Ми-6.
Авиационные двигатели:

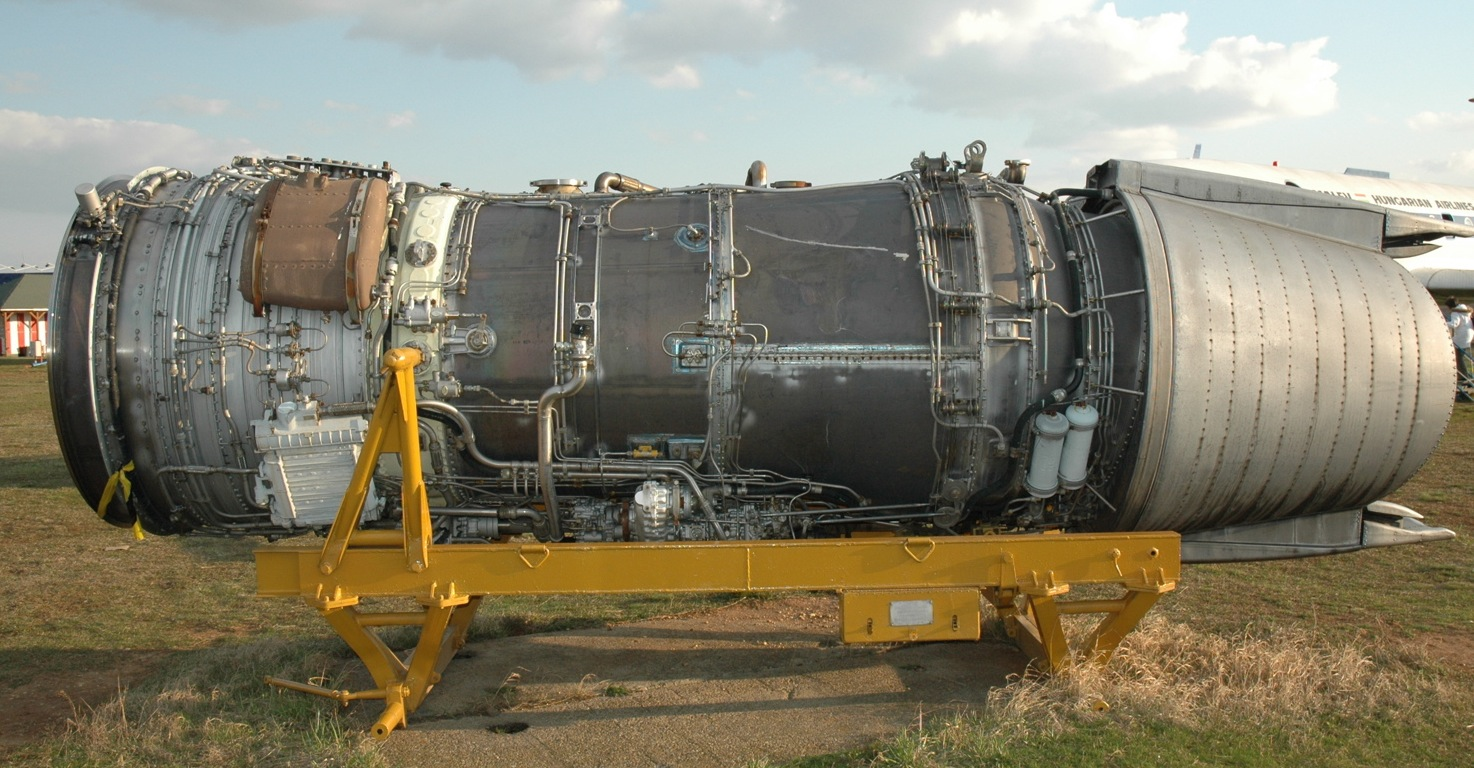
Д-30
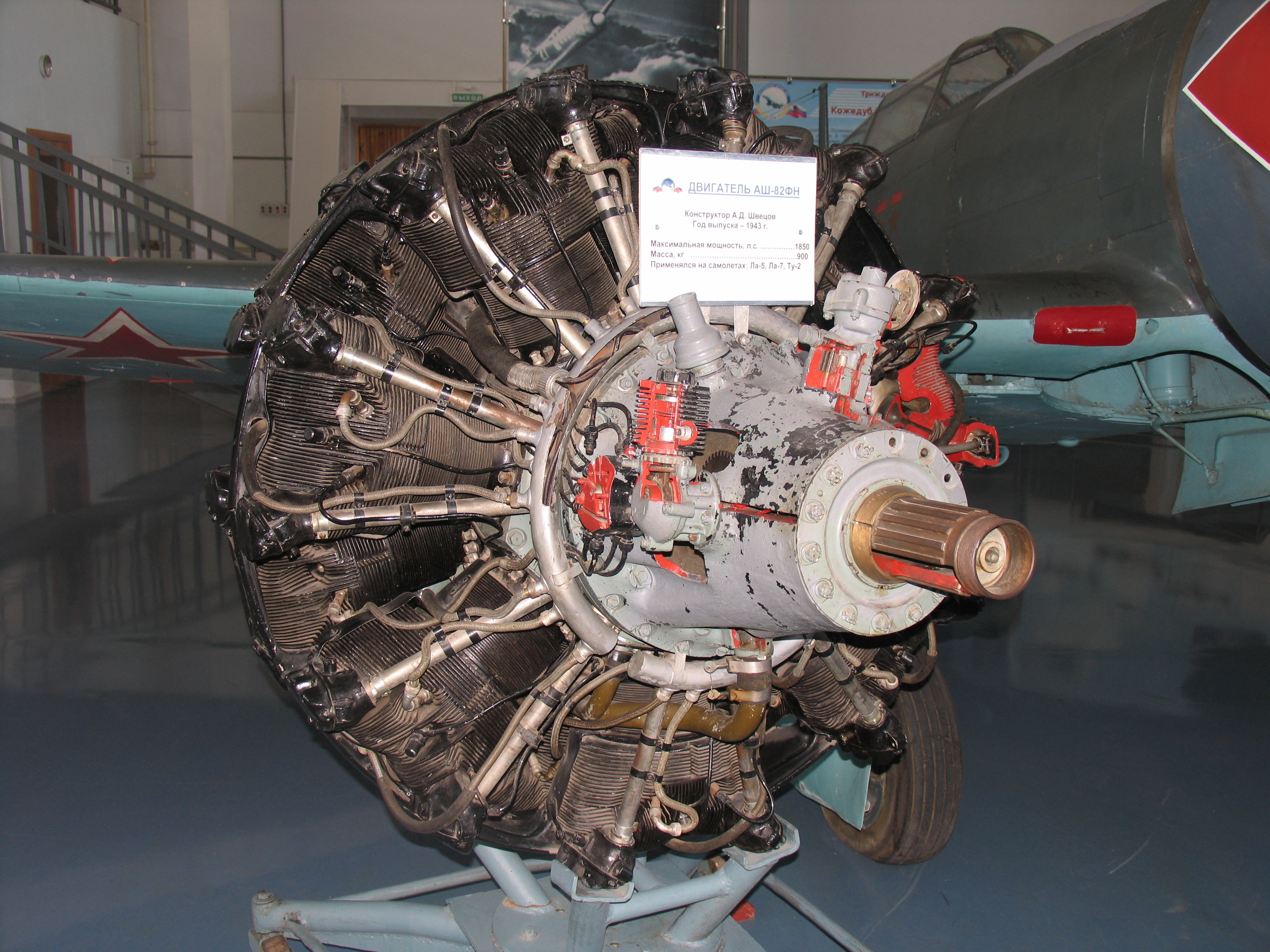
АШ-82
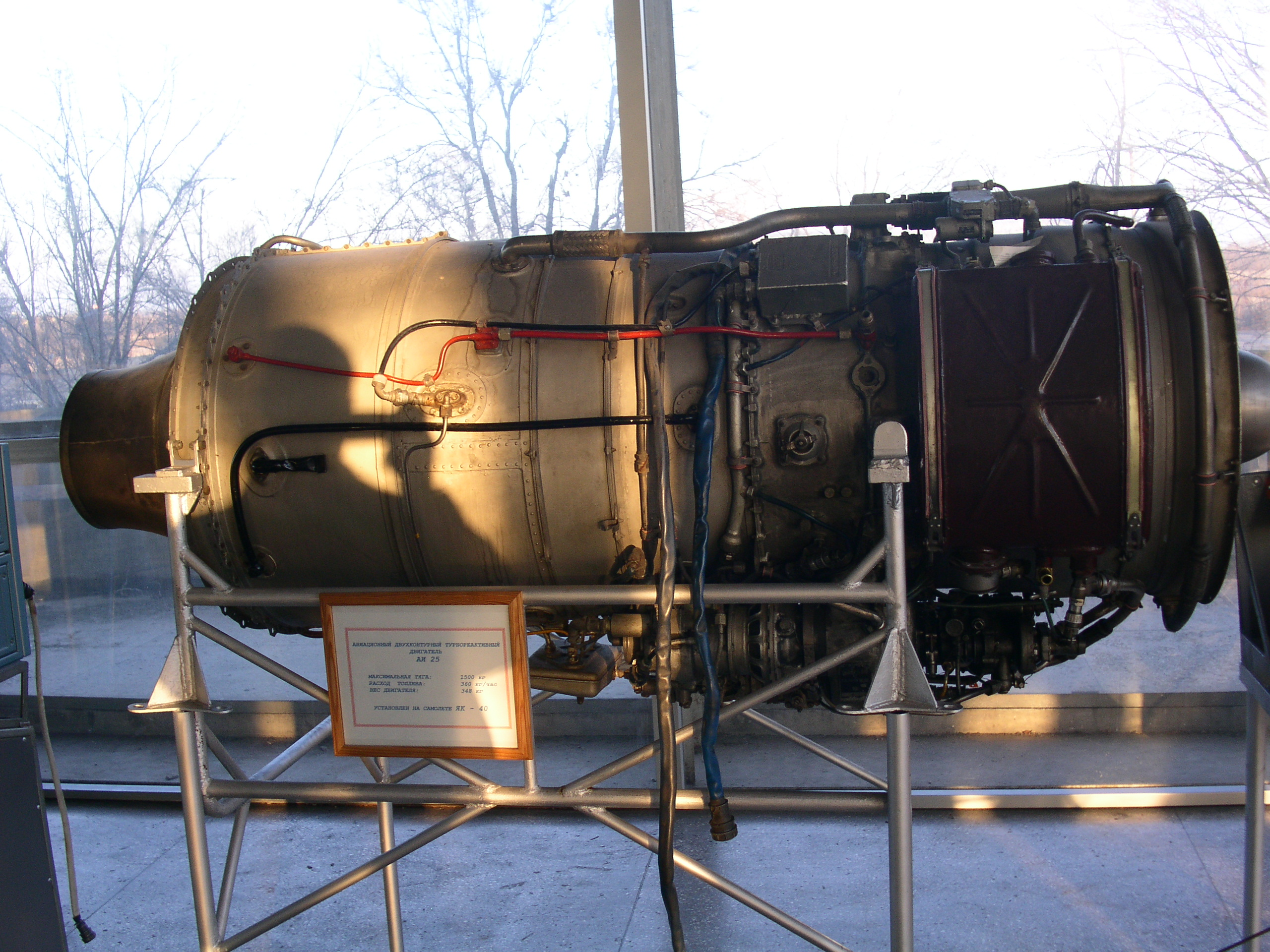
АИ-25
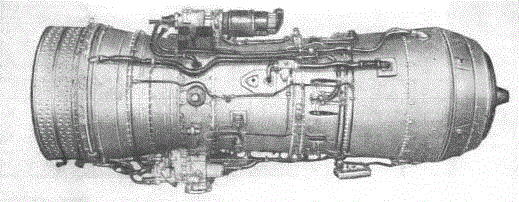
Д-20
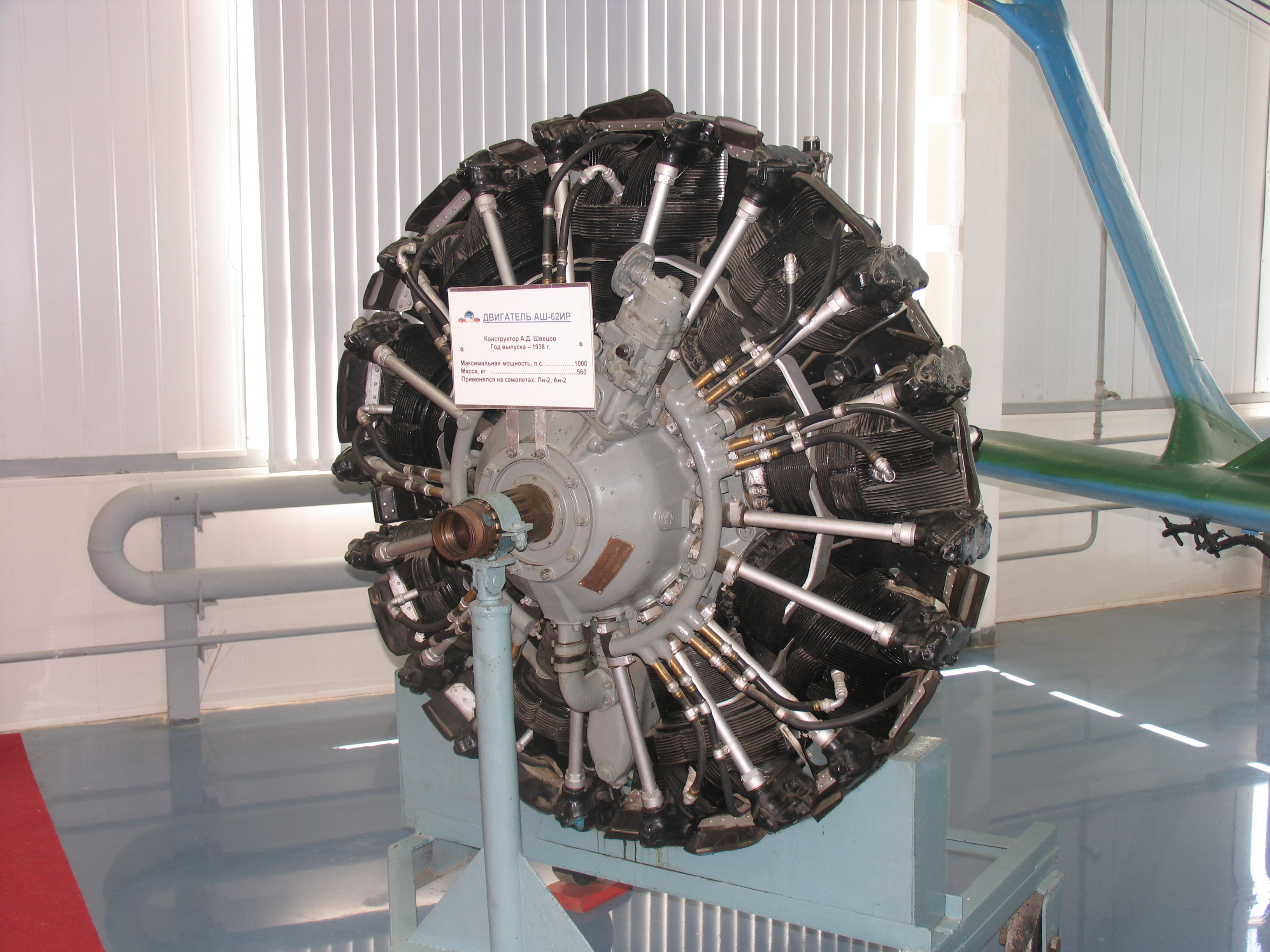
АШ-62